# Милена Баръмова
Милена Минкова Баръмова е българска оперетна актриса.

## Биография
Родена е на 1 май 1912 г. в Ловеч, в семейството на адвокат. Тя е първата академично школувана оперетна певица в България. В края на 1930-те години работи в оперетния театър „Одеон“ в София. През 1949 г. е арестувана и въдворена в лагера „Босна“ за това, че в деня на смъртта на Георги Димитров, на 2 юли 1949 г., след представление заедно със свои колежки пеят и се веселят в заведение. Почива през 1996 г. в София.

## Роли
Милена Баръмова играе множество роли, по-значимите са:
- Гергана в „Гергана“
- Щаси в „Царицата на Чардаша“
- Олга в „Синия Дунав“